# Hypoteksinstitut
Hypoteksinstitut är ett kreditinstitut som lämnar bottenlån.  Medel för utlåningen anskaffas främst genom inlåning från allmänheten (endast kreditmarknadsbolag och banker) eller att instituten ger ut bostadsobligationer.
En alternativ terminologi är hypoteksbank eller bostadskreditinstitut.

## Historiska hypoteksbanker
- Allmänna hypoteksbanken
- Allmänna hypotekskassan
- Hypotekskassan för bruksegare